# Следы богов
Следы богов (англ. Fingerprints of the Gods) — псевдонаучная книга английского писателя Грэма Хэнкока, опубликованная впервые в 1995 году, в которой он выдвигает теорию о том, что в доисторические времена существовала высокоразвитая цивилизация, которая и дала начало всем цивилизациям древности. Хэнкок считает, что эта цивилизация имела глубокие знания в различных сферах, и в первую очередь в астрономии, архитектуре и математике. Многие его утверждения основаны на идее, что бо́льшая часть археологических находок неверно интерпретируется. Автор переосмысливает некоторые археологические находки.
Следы этой доисторической цивилизации Хэнкок видит, например, в изображениях антропоморфных богов, таких как Осирис, Тот, Кетцалькоатль и Виракоча. Создание мифов об этих богах предшествовало историческому периоду, и автор предполагает, что в 10 450 году до н. э. имело место изменение положения географических полюсов Земли, и таким образом, Антарктида была не покрыта льдами, и на ней предположительно располагалась эта цивилизация. После изменения положения полюсов выжившие дали начало ольмекской, ацтекской, египетской культурам и культуре майя.
Эти предположения основаны на гипотезе Чарльза Хэпгуда о смещении земной коры.